# Panzergrenadier-Division Grossdeutschland
Panzergrenadier-Division Grossdeutschland (tyska: Panzergrenadier-Division Großdeutschland), ofta förkortat GD, var en division i den tyska krigsmakten (Wehrmacht) under andra världskriget. Divisionen sattes upp den 12 mars 1942 som Infanterie-Division Grossdeutschland med Infanterie-Regiment Grossdeutschland som grund, namnet till trots förfogade divisionen över en pansarbataljon.
Den 19 maj 1943 började divisionen ombildas till en pansargrenadjärdivision, samtidigt som divisionen drogs tillbaka från frontlinjen för att vila ut i trakten av Poltava. I ombildningen fick divisionen sin pansarbataljon utökad till ett fullständig pansarregemente – till skillnad från reguljära pansargrenadjärdivisioner som endast hade en vanligtvis svag pansarbataljon. I efterkrigslitteraturen har Grossdeutschland beskrivits som ett elitförband. Divisionen (eller det tidigare regementet) deltog i fälttågen i Frankrike 1940, Balkan 1941 och på östfronten 1941–1945. På östfronten deltog divisionen bland annat vid slagen vid Charkov och Kursk 1943.

## Kursk

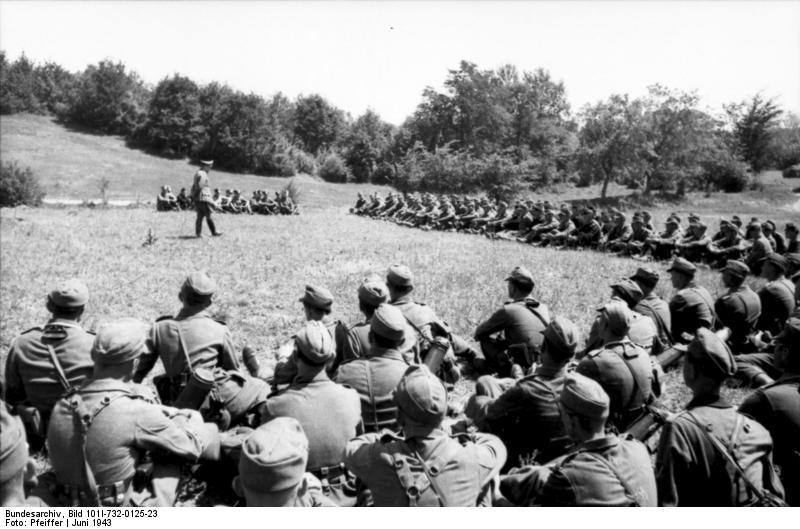
Soldater ur Panzergrenadier-Division Grossdeutschland inför slaget vid Kursk.

Divisionen stred som en del av XXXXVIII. Panzerkorps på den södra sidan av kurskfickan. De Pantherstridsvagnar som deltog i slaget var samlade i Panzer-Brigade 10 som var underställd Panzergrenadier-Division Grossdeutschland. Pansarbrigaden bestod endast av två pansarbataljoner Panzer-Abteilung 51 och Panzer-Abteilung 52.

## Organisation
Divisionens organisation i september 1943:
- Grenadier-Regiment Grossdeutschland
- Füsilier-Regiment Grossdeutschland
- Panzer-Regiment Grossdeutschland Divisionen hade ett pansarregemente till skillnad från vanliga pansargrenadjärdivisioner endast hade en bataljon.
- Panzer-Aufklärungs-Abteilung Grossdeutschland
- Panzerjäger-Abteilung Grossdeutschland
- Panzer-Artillerie-Regiment Grossdeutschland
- Heeres-Flakartillerie-Abteilung Grossdeutschland
- Pionier-Bataillon Grossdeutschlan
- Nachrichten-Abteilung Grossdeutschland

## Chefer
- General der Panzertruppen Hermann Balck (19 maj 1943 - 30 juni 1943)
- General der Infanterie Walter Hörnlein (30 juni 1943 - 1 febr 1944)
- General der Panzertruppen Hasso von Manteuffel (1 febr 1944 - 1 sept 1944)
- Generalmajor Karl Lorenz (1 sept 1944 - 1 febr 1945)
- Generalmajor Hellmuth Mäder (1 febr 1945 - 8 maj 1945)